# راجگیر
راجگیر (به انگلیسی: Rajgir؛ نام باستانی: Rājagṛha; پالی: Rājagaha; هندی: राजगृह؛ با نام اصلی گیریوراج Girivraj) یک شهر در منطقه نالاندا در ایالت بیهار در کشور هند است.
شهر راجگیر اولین پایتخت پادشاهی ماگدها است حکومتی که در نهایت به امپراتوری موریا منتج شد. تاریخ منشأ اولیه این شهر ناشناخته است اگر چه سرامیک‌هایی با قدمت حدود ۱۰۰۰ سال قبل از میلاد در این شهر یافت شده است. این منطقه همچنین برای پیروان جین و بودیسم به عنوان یکی از مکان‌های مورد علاقهٔ خدایان مهاویرا و گوتاما بودا و شناخته شده برای برگزاری مجمع «آتاناتیا» در قله کوه کرکس مورد احترام است.
راجگیر به پتنا از طریق بختیارپور توسط راه آهن و جاده متصل است. راجگیر از هر دو شهر پتنا و موکامه در حدود ۱۰۰ کیلومتر فاصله دارد.
راجگیر ۴۱٬۵۸۷ نفر جمعیت دارد و ۷۳ متر بالاتر از سطح دریا واقع شده‌است.

## نگارخانه

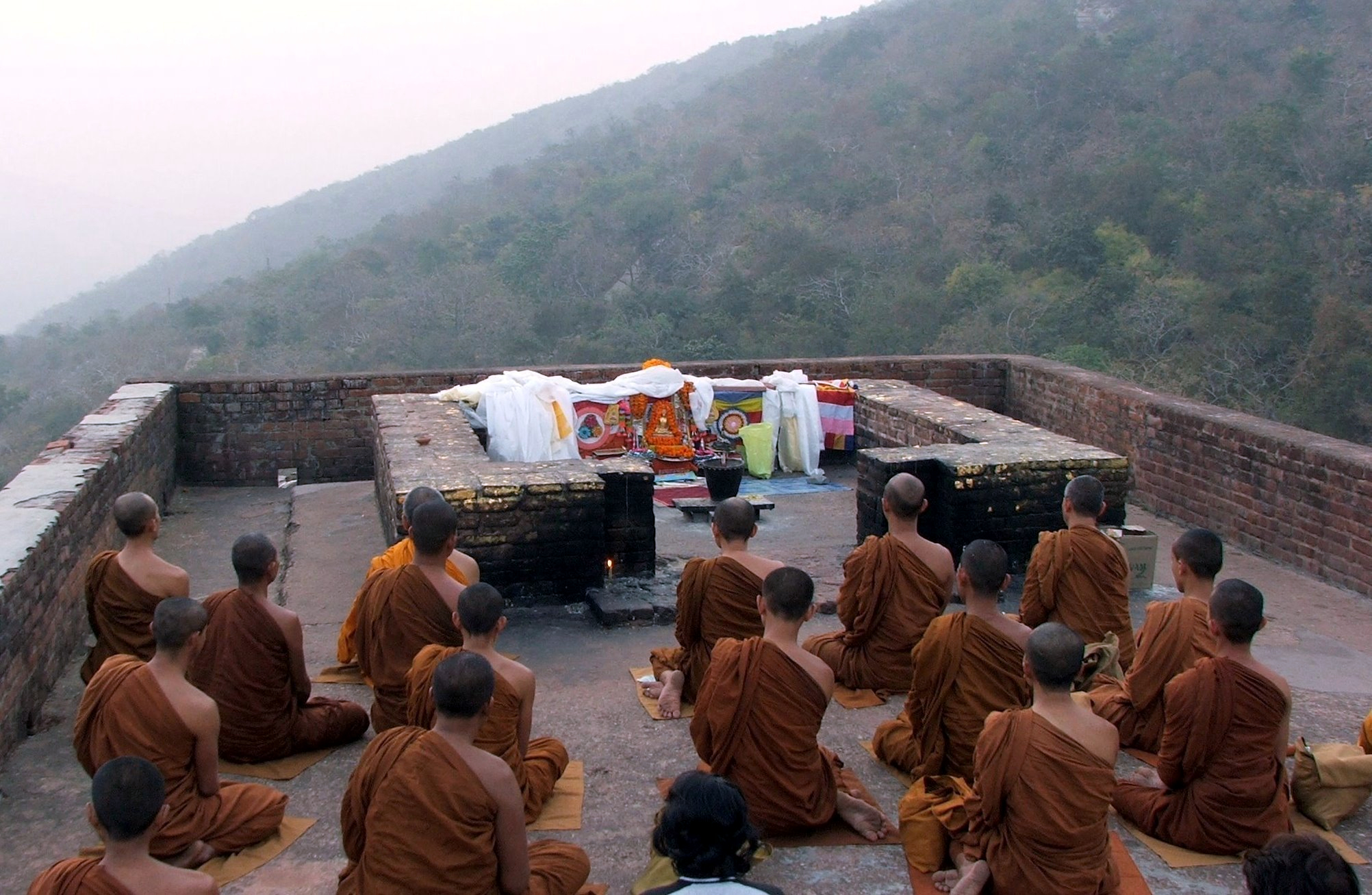
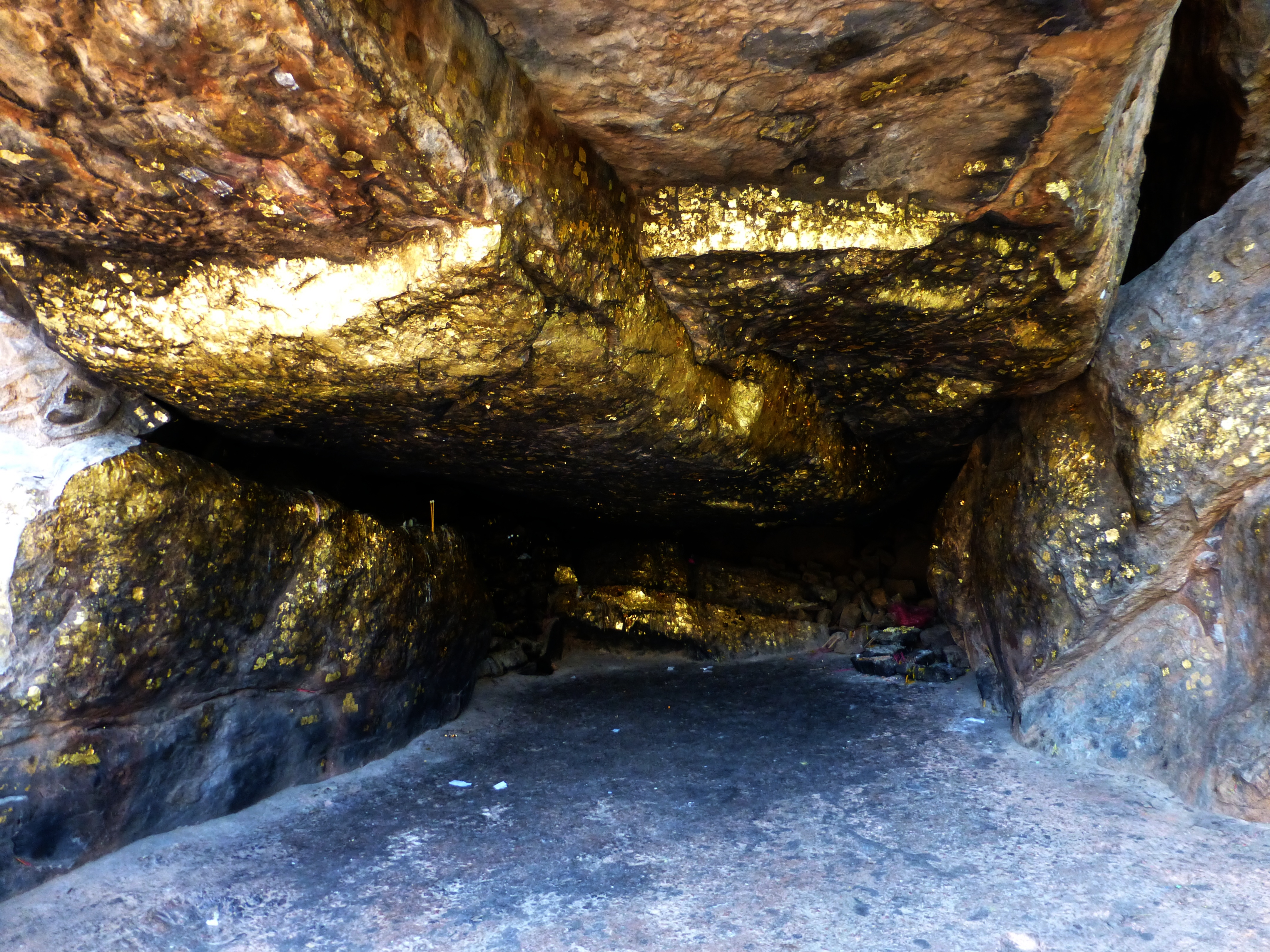
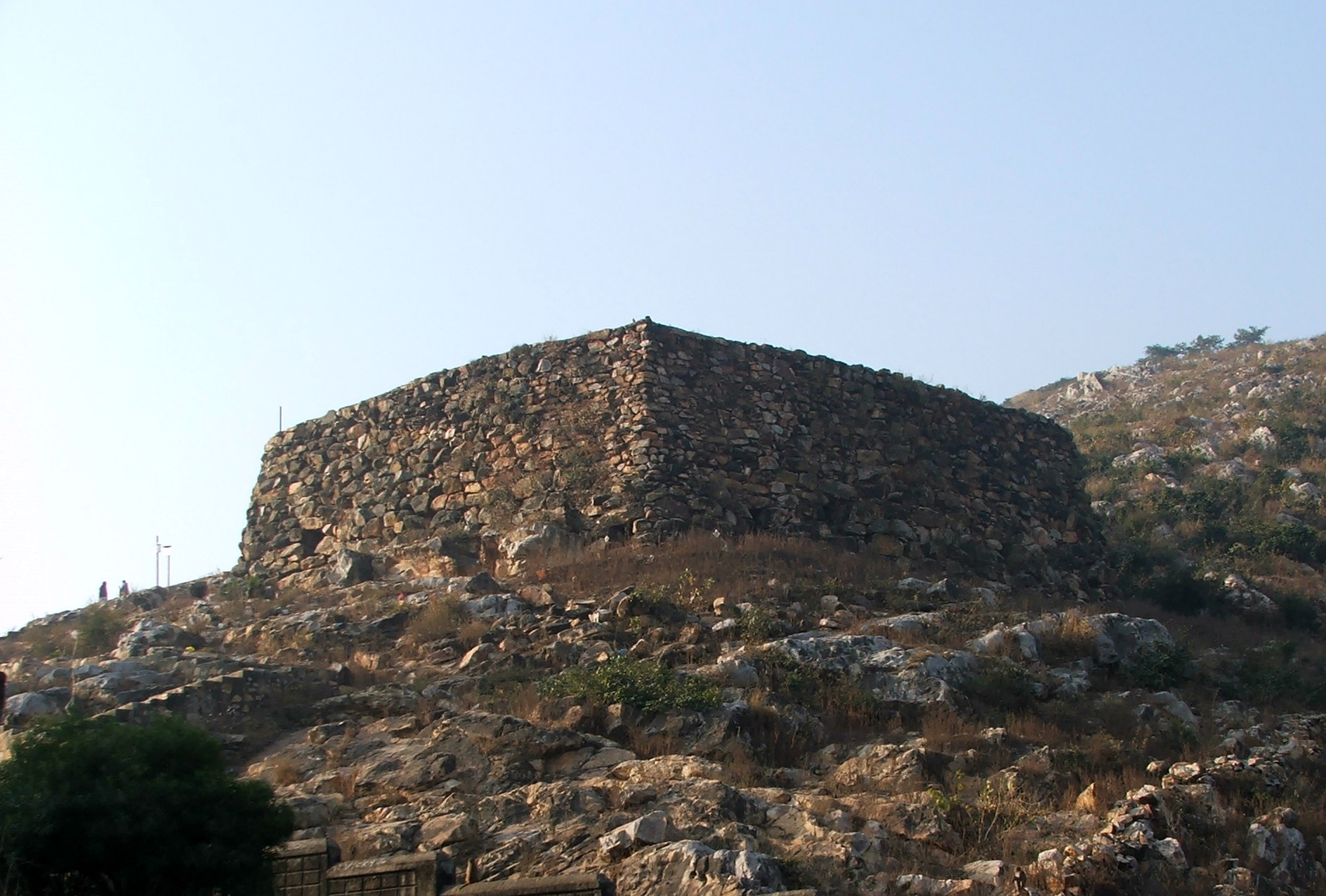
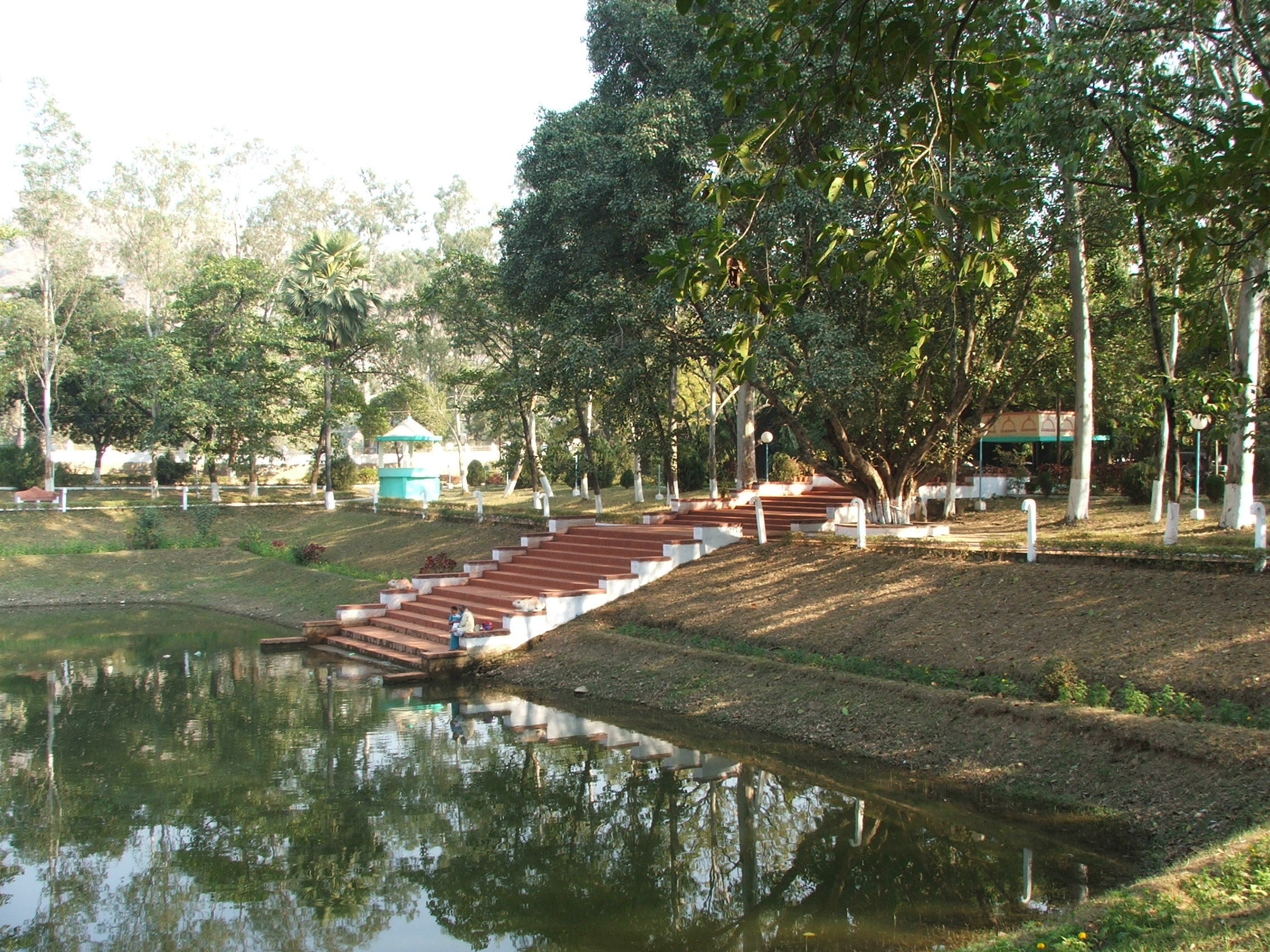
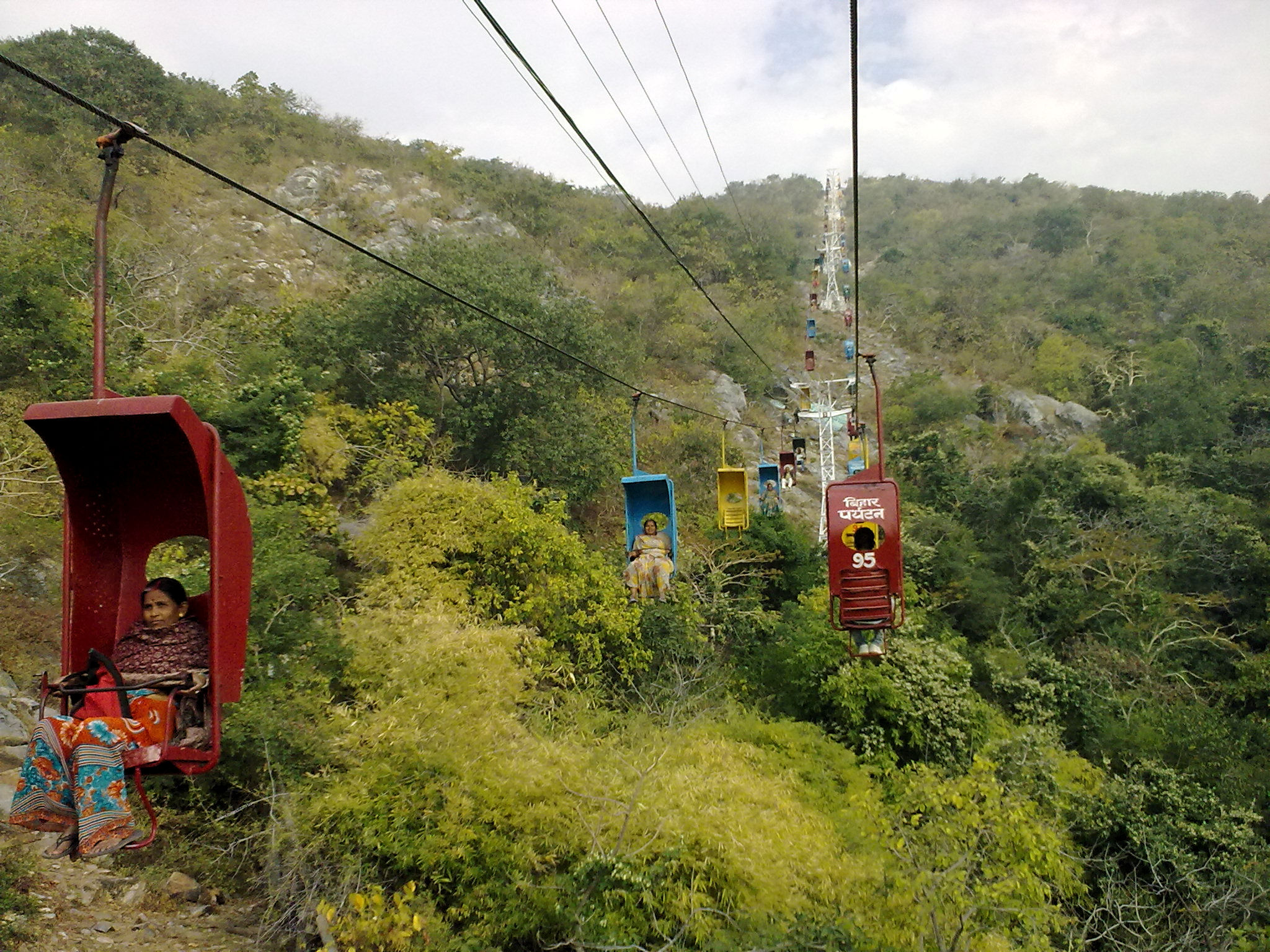
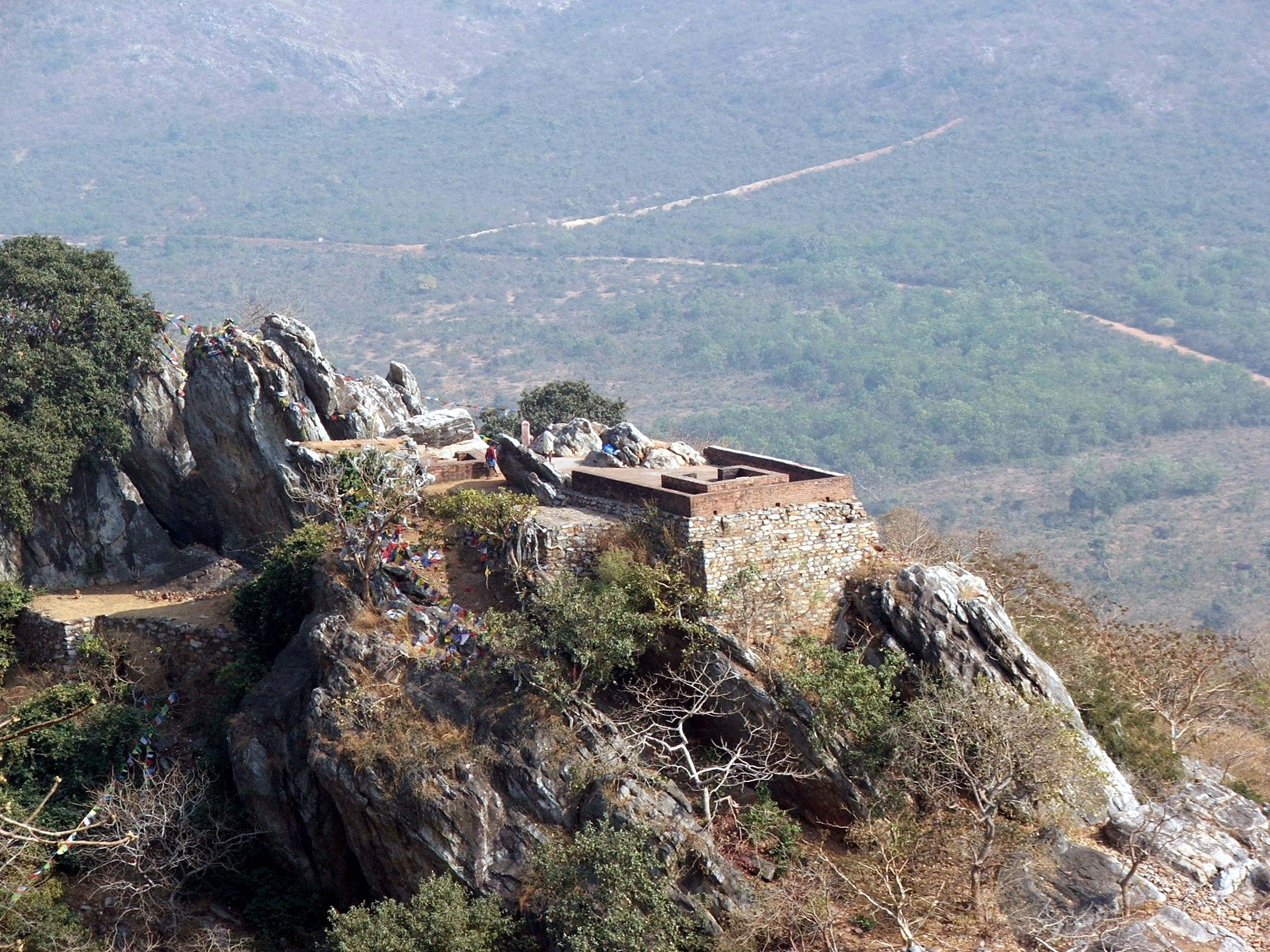
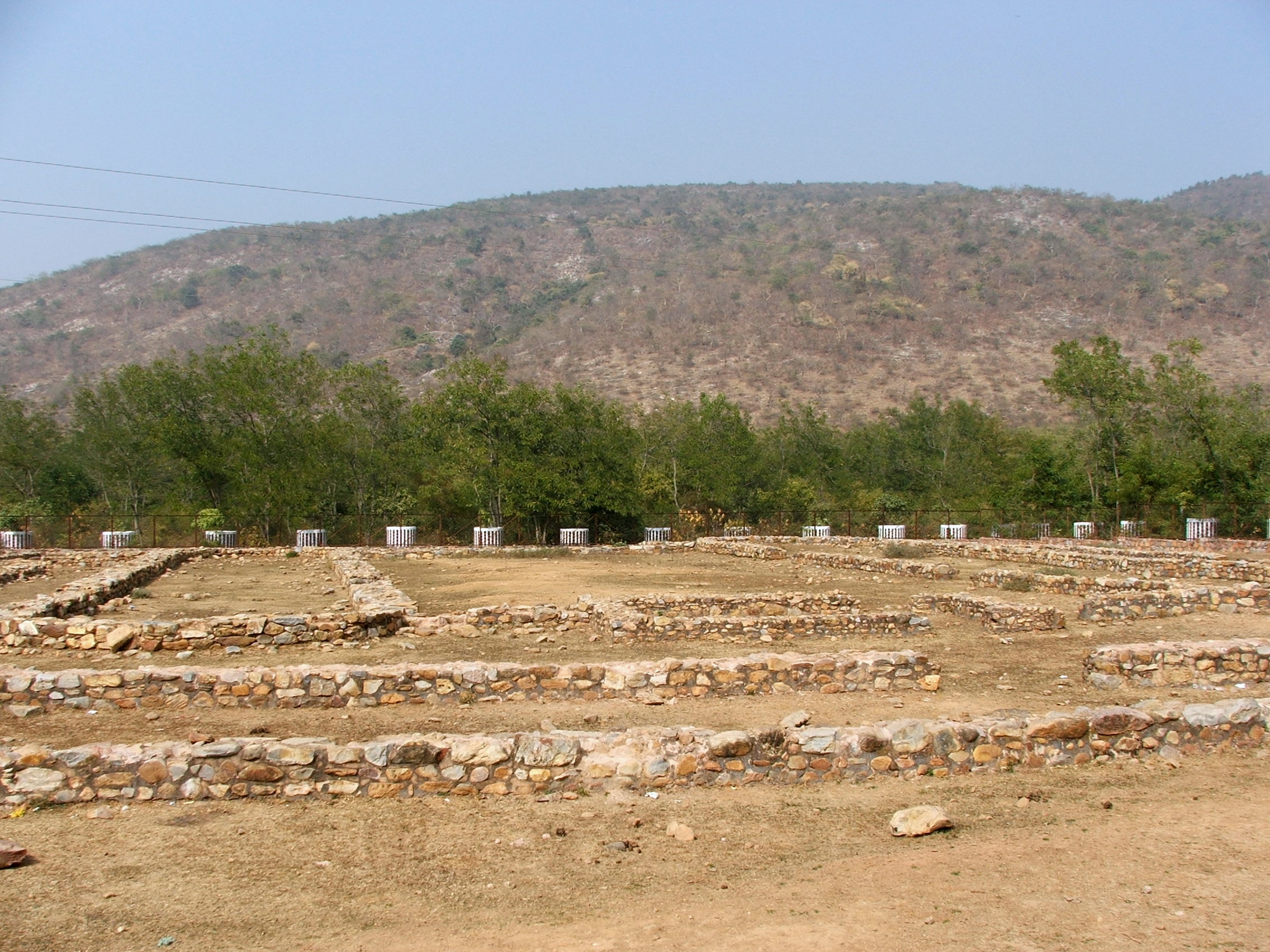
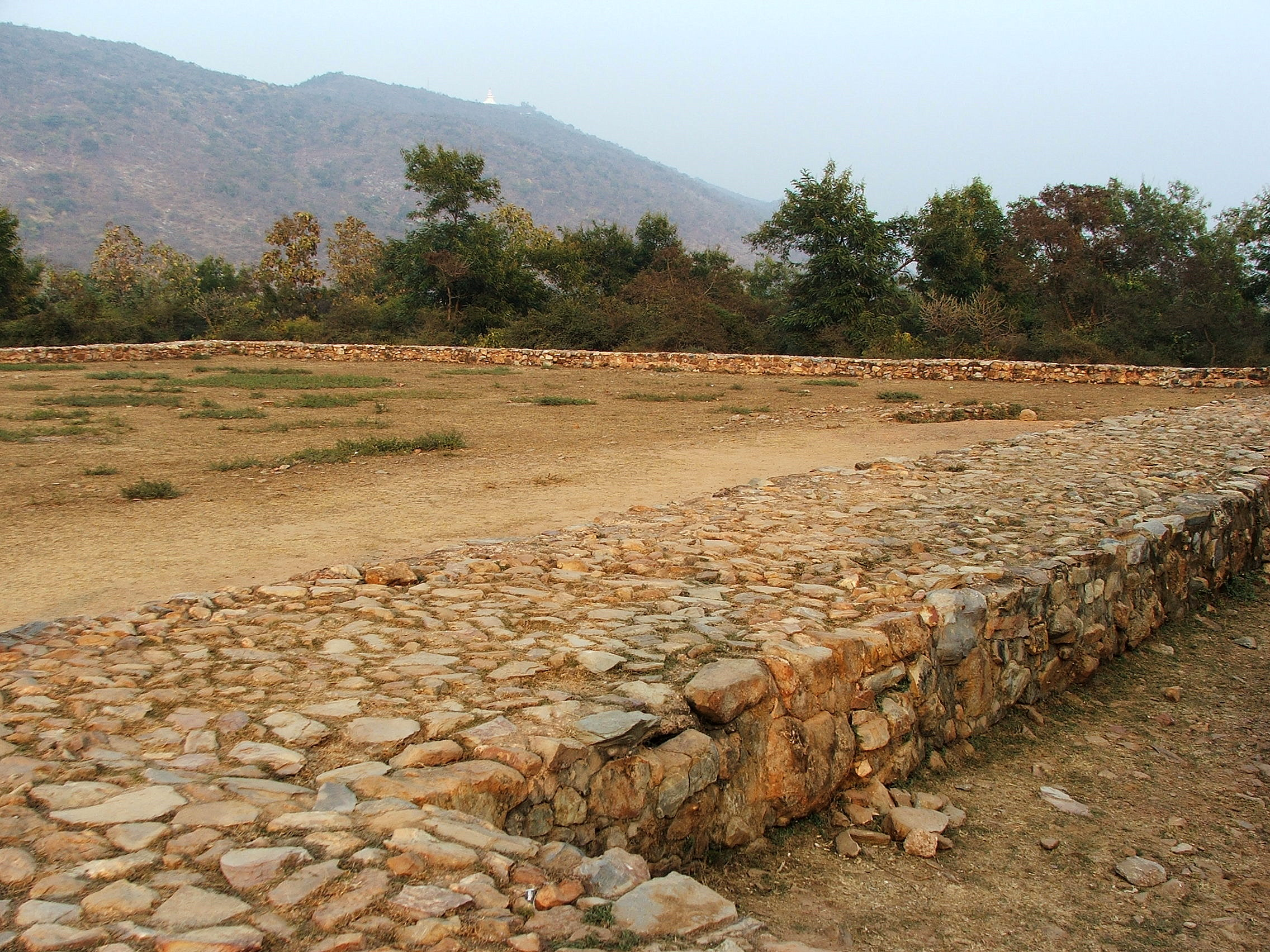
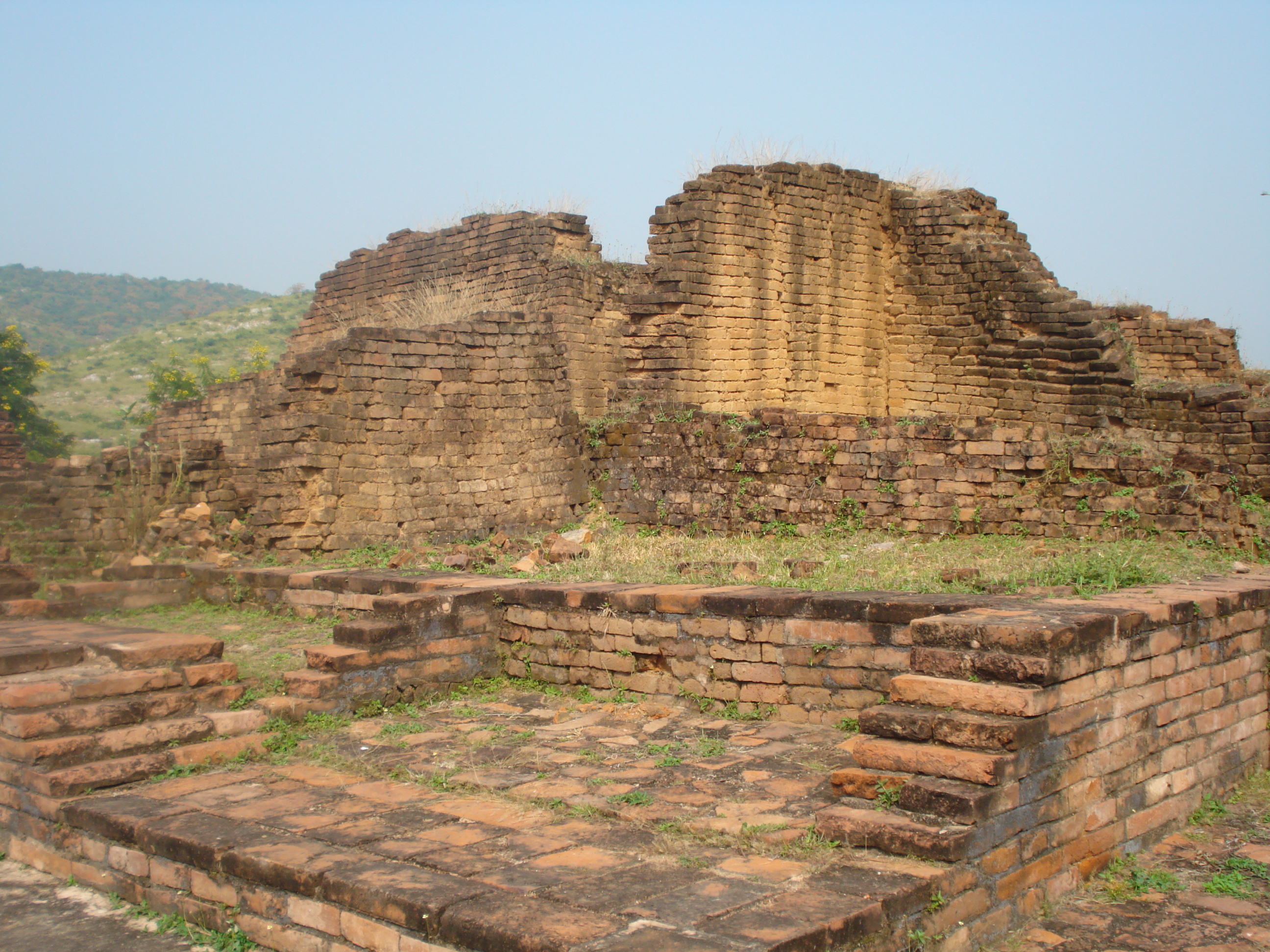
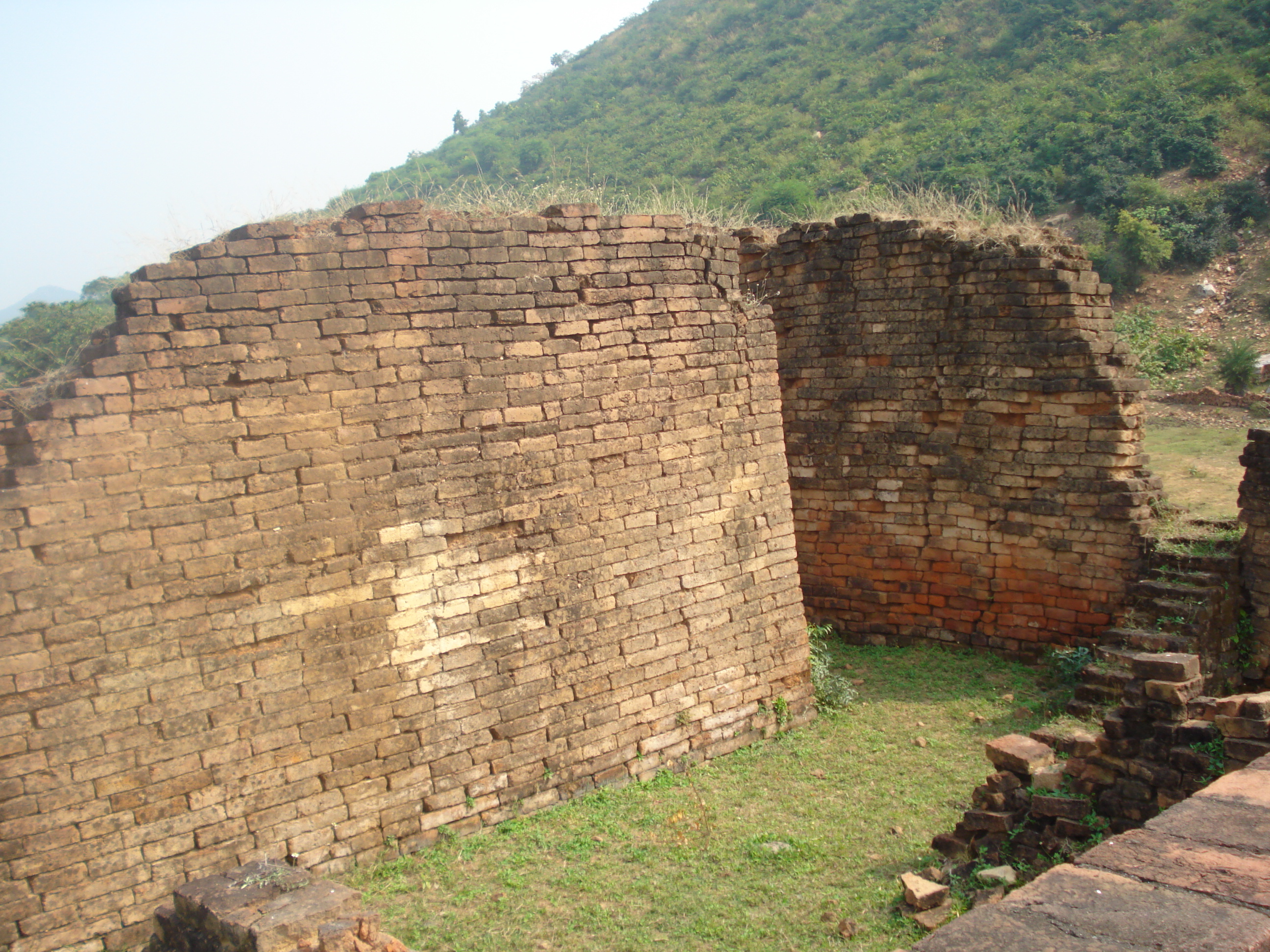
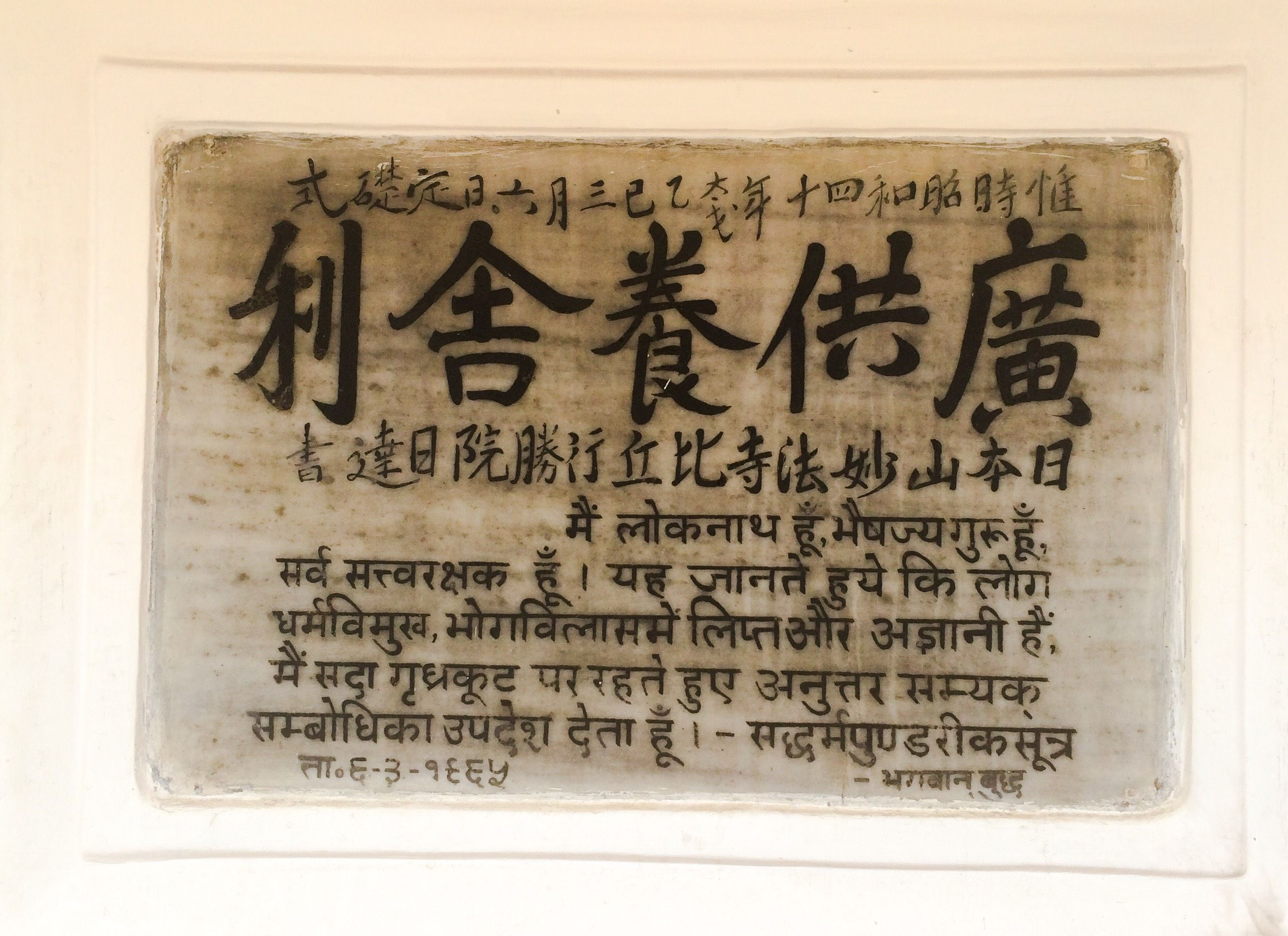